# Heather Watson
Heather Watson (Guernsey, 19. svibnja 1992.) britanska je profesionalna tenisačica.
Odrasla na britanskom otoku Guernseyju, Watson trenira na Floridi, na teniskoj akademiji Nicka Bollettierija. Godine 2009. osvojila je juniorski US Open. Majka Michelle podrijelom je iz Papue Nove Gvineje.
Heatherini su uzori Serena Williams, Usain Bolt i Jo-Wilfried Tsonga.

## Osvojeni turniri

### Pojedinačno (1 WTA)
| Br. | Datum               | Turnir | Suparnica u finalu | Rezultat         |
| 1.  | 14. listopada 2012. | Osaka  | Kai-Chen Chang     | 7:5, 5:7, 7:6(4) |

## Rezultati na Grand Slam turnirima
| Grand Slam      | 2010. | 2011. | 2012. |
| --------------- | ----- | ----- | ----- |
| Australian Open | -     | -     | 1k    |
| Roland Garros   | -     | 2k    | 2k    |
| Wimbledon       | 1k    | 1k    | 3k    |
| US Open         | -     | 1k    | 1k    |

## Plasman na WTA ljestvici na kraju sezone
| 2009. | 2010. | 2011. | 2012. |
| ----- | ----- | ----- | ----- |
| 588.  | 176.  | 92.   |       |

## Vanjske poveznice
- Službena stranica (engl.)
- Profil na stranici WTA Toura (engl.)